# Noël mortel
Noël mortel (France) ou Homer au nez rouge (Québec), aussi connu sous le titre Les Simpson : Spécial Noël (Simpsons Roasting on an Open Fire, aussi connu sous le titre The Simpsons Christmas Special dans la version originale), est le 1er épisode long de la série télévisée d'animation Les Simpson à avoir été diffusé, même s'il était originellement le huitième épisode produit pour la première saison. Il a été diffusé pour la première fois sur le réseau Fox aux États-Unis le 17 décembre 1989.
Cet épisode a été écrit par Mimi Pond et réalisé par David Silverman. Noël mortel a été nommé pour deux Emmy Awards en 1990, et a reçu des appréciations positives de la part des critiques de télévision. Lors de sa première diffusion, il rassembla environ 13,4 millions de téléspectateurs.

## Résumé
Après avoir assisté au spectacle de Noël de Bart et Lisa à l'école élémentaire de Springfield, Marge leur demande ce qu'ils désirent recevoir comme cadeaux pour Noël : Bart demande un tatouage et Lisa un poney, mais Marge refuse de leur offrir ces cadeaux. Quand ils vont au centre commercial le lendemain, Bart s'esquive et se fait tatouer un cœur avec le mot « Mère » à l'intérieur, cependant, dès que Marge l'aperçoit, elle amène son fils dans une clinique au laser pour l'effacer, mais doit dépenser tout l'argent qu'elle a économisé pour acheter les cadeaux de Noël de la famille. Pendant ce temps, à la centrale nucléaire de Springfield, Homer apprend qu'il n'aura pas de prime de Noël cette année.
Quand il revient chez lui et apprend que l'argent réservé pour les cadeaux a été entièrement dépensé, il décide de ne pas parler à Marge de l'autre mauvaise nouvelle, puis part donc acheter lui-même des cadeaux peu coûteux dans un magasin à prix unique. Plus tard, à la taverne de Moe, son ami Barney, qui est déguisé en Père Noël, lui conseille de travailler secrètement comme Père Noël au centre commercial, ce qu'il fait.
Cependant, il est rapidement démasqué lorsque Bart lui enlève sa fausse barbe après avoir accepté un défi lancé par son ami Milhouse, mais celui-ci accepte de ne pas révéler son secret aux autres membres de sa famille.
Quand Homer reçoit son chèque de paye, il est consterné d'apprendre qu'il a seulement gagné treize dollars. Suivant les conseils de Barney, qui a reçu la même somme d'argent, et avec les encouragements de Bart, Homer décide donc de parier cet argent sur une course de lévriers. Bien que Barney lui ait dit de parier sur le chien nommé Tornade (ou Tourbillon dans la version québécoise), Homer décide de parier sur un participant de dernière seconde nommé Petit Papa Noël (ou Le P'tit renne au nez rouge dans la version québécoise), pensant que c'est un signe du destin.
Cependant, il finit bon dernier et son propriétaire l'abandonne, le traitant de tous les noms. Homer et Bart décident donc de l'adopter. De retour chez eux, Homer veut parler de ce qui s'est passé aux membres de sa famille, mais ils pensent qu'il a acheté un chien comme cadeau et tout le monde passe un joyeux Noël,,,.

## Conception

### Origine des Simpson
Le créateur des Simpson, Matt Groening a conçu ces derniers en attendant devant le bureau de James L. Brooks. Brooks, producteur du programme télévisé The Tracey Ullman Show voulait utiliser une série de dessins animés comme transition entre les sketches. Il a demandé à Groening de lui préparer un projet de série de courts-métrages animés, que Groening a d'abord conçus comme une adaptation de son comic-strip Life in Hell. Cependant, lorsqu'il s'est rendu compte que cette adaptation signifierait qu'il devrait renoncer à ses droits de publication, il a choisi une nouvelle approche et a ébauché sa version d'une famille dysfonctionnelle.
La famille Simpson apparaît pour la première fois dans des courts-métrages du Tracy Ullman Show le 19 avril 1987. Groening a proposé des croquis rapides aux animateurs en pensant qu'ils seraient retravaillés pendant la production. Cependant, les producteurs ont seulement repris ces dessins, ce qui leur donne une apparence grossière dans les courts-métrages. En 1989, une équipe de compagnies de production a adapté Les Simpson en épisodes d'une demi-heure pour la Fox Broadcasting Company. Brooks a négocié une clause du contrat avec le réseau Fox stipulant que celui-ci ne pourrait pas interférer avec le contenu du programme. Groening a déclaré que son objectif en créant le programme était d'offrir au public une alternative à ce qu'il appelle « les déchets classiques » qu'il regardait. La série d'épisodes d'une demi-heure a débuté le 17 décembre 1989 avec Noël Mortel.

### Production
Noël Mortel est le premier épisode des Simpson et la Fox était inquiète au sujet du programme, n'étant pas sûre de pouvoir conserver l'attention du public pendant toute la durée d'un épisode. Il a été proposé de faire trois courts-métrages de sept minutes par épisode et quatre spéciales jusqu'à ce que le public s'adapte mais finalement, les producteurs se sont risqués à demander à la Fox treize épisodes complets. La série devait débuter plus tôt durant l'automne 1989 avec l'épisode Une soirée d'enfer, mais des problèmes importants dans l'animation de cet épisode ont fait débuter la série le 17 décembre avec Noël Mortel. Une soirée d'enfer a quant à lui été diffusé en fin de saison. Cet épisode, étant le premier diffusé, n'a pas de générique d'ouverture qui a été par la suite ajouté au deuxième épisode lorsque Groening s'est rendu compte qu'une séquence d'ouverture plus longue impliquait moins d'animation. Cet épisode est donc l'un des trois épisodes de la première saison à ne pas comporter de gag du canapé avec Terreur à la récré et Marge perd la boule.
La séquence où la classe de Lisa personnifie les « Pères Noël du monde entier » (ou les « Pères Noël de tous les pays » dans la version québécoise) est basée sur une vraie expérience de Matt Groening alors qu'il était en deuxième année et qu'il devait faire un reportage sur Noël en Russie. Il a aussi utilisé cette référence dans sa bande-dessinée Life in Hell, dans laquelle un jeune homme se fait dire que c'est dommage que sa grand-mère soit originaire de la Russie puisque Noël est illégal dans ce pays. De plus, le costume de Tawanga, le Père Noël des mers du sud, que porte Lisa pendant cette scène a causé quelques problèmes avec les censeurs ; dans les commentaires audio du DVD de la première saison, Matt Groening affirme qu'elle porte une combinaison. De plus selon Groening, la parodie de Vive le vent n'a pas été créée pour cet épisode mais était déjà connue dans les cours d'école.
David Silverman a réalisé l'épisode, bien que Rich Moore l'ait storyboardé et ait conçu le personnage de Ned Flanders. Des scènes ont été écrites par Eric Stefani, frère de Gwen Stefani. Dans cet épisode, Barney a des cheveux jaunes de la même couleur que sa peau, mais elle a ensuite été modifiée pour que seule la famille Simpson ait de tels cheveux. Seymour Skinner, Milhouse Van Houten, Moe Szyslak, Charles Montgomery Burns, Barney Gumble, Patty et Selma Bouvier, Ned et Rod Flanders, Petit Papa Noël, Boule de Neige II, Dewey Largo, Sherri et Terri et Lewis apparaissent tous pour la première fois dans cet épisode. Boule de Neige I est mentionné pour la première fois, et on peut entendre la voix de Waylon Smithers au haut-parleur de la centrale, bien qu'on ne le voit pas.